# Paracotis bipandata
Paracotis bipandata är en fjärilsart som beskrevs av Louis Beethoven Prout 1915. Paracotis bipandata ingår i släktet Paracotis och familjen mätare. Inga underarter finns listade i Catalogue of Life.